# Hamilton-Gletscher (Edward-VII-Halbinsel)
Der Hamilton-Gletscher ist ein 8 km langer Gletscher im westantarktischen Marie-Byrd-Land. Auf der Edward-VII-Halbinsel fließt er südlich des Kap Colbeck an der Shirase-Küste in das Ross-Meer.
Das Advisory Committee on Antarctic Names benannte ihn 2003 nach dem Glaziologen Gordon Hamilton (1966–2016) von der University of Maine, der seit den 1980er Jahren die Bewegung der westantarktischen Eisströme untersucht hatte.